# Sulayman Bah (Leichtathlet, 1990)
Sulayman Bah (* 18. Juli 1990) ist ein gambischer Weitspringer.

## Leben
Sulayman Bah nahm bei den Leichtathletik-Jugendweltmeisterschaften 2005 in Marrakesch teil, er absolvierte den 200-Meter-Lauf in 22,62 s und schied im Vorlauf aus. Im Weitsprung erreichte er in der Qualifikation eine Weite von 5,88 m und damit den 21. Platz.
Bei den Commonwealth Games 2006 in Melbourne sprang er eine Weite von 6,46 m und erreichte den 8. Platz in der Qualifikation.